# Ключевий (Мечетлінський район)
Ключеви́й (рос. Ключевой, башк. Ключевой) — присілок (у минулому селище) у складі Мечетлінського району Башкортостану, Росія. Входить до складу Абдуллинської сільської ради.
Населення — 180 осіб (2010; 210 у 2002).
Національний склад:
- росіяни — 48 %
- татари — 27 %